# Axonopus volcanicus
Axonopus volcanicus är en gräsart som beskrevs av Richard Walter Pohl. Axonopus volcanicus ingår i släktet Axonopus och familjen gräs.
Artens utbredningsområde är Costa Rica. Inga underarter finns listade i Catalogue of Life.